# Viking (motor de foguete)
Viking é a designação de uma família de motores de foguete de combustível líquido franceses, usados no primeiro e segundo estágios dos veículos lançadores comerciais: Ariane 1 ao Ariane 4, usando o par hipergólico N2O4/UH 25 (mistura com 75% UDMH e 25% Hidrazina.)